# Häckeberga naturreservat
Häckeberga naturreservat är ett naturreservat i Lunds kommun i Skåne län.
Området är naturskyddat sedan 1976 och är 165 hektar stort. Reservatet återfinns där Romeleåsen övergår i slättlandskapet. Det består av äldre bokskog och betesmarker.